# Скобки Лагранжа
Ско́бки Лагра́нжа — бинарная операция в гамильтоновой механике, тесно связанная с другой бинарной операцией, скобками Пуассона. Скобки Лагранжа были введены Лагранжем в 1808—1810 для математических выражений в классической механике. В отличие от скобок Пуассона, в настоящее время скобки Лагранжа практически не используются.

## Определение
Пусть (q1, …, qn, p1, …, pn) — система канонических координат в фазовом пространстве. Если каждую из них выразить как функцию двух переменных, u и v, то скобки Лагранжа от u и v определяются формулой
{\displaystyle [u,v]_{p,q}=\sum _{i=1}^{n}\left({\frac {\partial q_{i}}{\partial u}}{\frac {\partial p_{i}}{\partial v}}-{\frac {\partial p_{i}}{\partial u}}{\frac {\partial q_{i}}{\partial v}}\right).}
Следует отметить, что эта формула совпадает с определением скобок Пуассона с точностью до перестановки числителей и знаменателей в операторах частных производных.

## Свойства
- Скобки Лагранжа (как и скобки Пуассона) антикоммутативны, что очевидно непосредственно из определения:

{\displaystyle [u,v]_{q,p}=-[v,u]_{q,p}.}
- Скобки Лагранжа не зависят от системы канонических координат (q, p). Если (Q,P) = (Q1, …, Qn, P1, …, Pn) является другой системой канонических координат, то

{\displaystyle Q=Q(q,p),P=P(q,p)}
является каноническим преобразованием, так что скобки Лагранжа являются инвариантом преобразования, в том смысле, что
{\displaystyle [u,v]_{q,p}=[u,v]_{Q,P}.}
Вследствие этого индексы, показывающие канонические координаты, часто опускаются.
- Если Ω является симплектическим пространством в 2n-мерном фазовом пространстве W и u1, …, u2n образует систему координат в W, то канонические координаты (q, p) могут быть выражены как функции от координат u и матрица скобок Лагранжа

{\displaystyle [u_{i},u_{j}]_{p,q},\quad 1\leq i,j\leq 2n}
представляет компоненты Ω, рассматриваемые как тензор в координатах u. Эта матрица является обратной к матрице, образованной скобками Пуассона
{\displaystyle \{u_{i},u_{j}\},\quad 1\leq i,j\leq 2n}
в координатах u.
- Как следствие предыдущих свойств, координаты (Q1, …, Qn, P1, …, Pn) в фазовом пространстве являются каноническими тогда и только тогда, когда скобки Лагранжа между ними имеют вид

{\displaystyle [Q_{i},Q_{j}]_{p,q}=0,\quad [P_{i},P_{j}]_{p,q}=0,\quad [Q_{i},P_{j}]_{p,q}=-[P_{j},Q_{i}]_{p,q}=\delta _{ij}.}